# Muzeum vesnice jihovýchodní Moravy

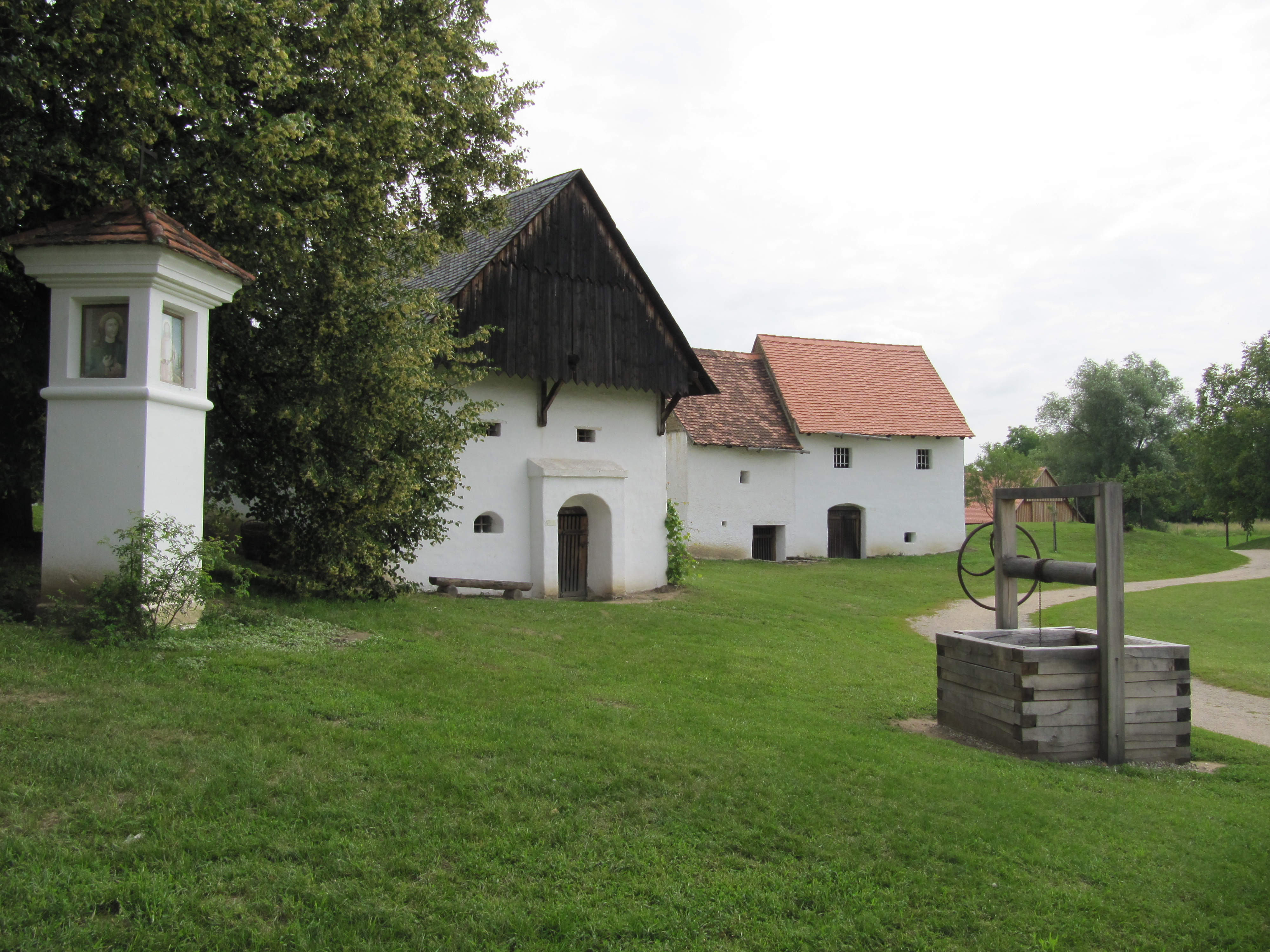

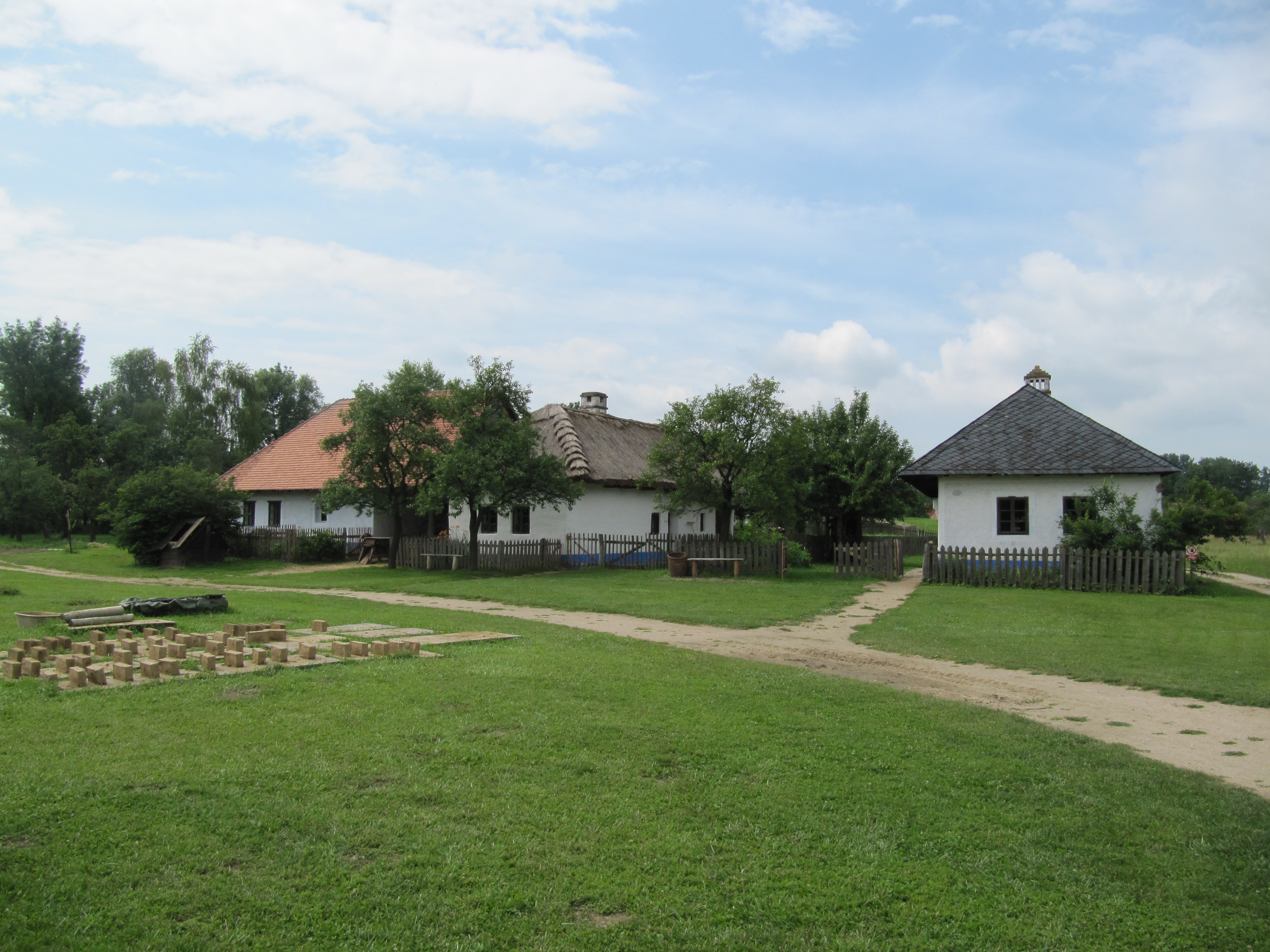

Das Freilichtmuseum Muzeum vesnice jihovýchodní Moravy (Museum für Südmähren) in Strážnice ist das Museum der Mährischen Slowakei, einer Region im Süden von Tschechien an der Grenze zur Slowakei. Das Museum zeigt die Kultur und die traditionelle Architektur der Regionen  von Moravské Kopanice, Luhačovické Zálesí und Horňácko. Ein Schwerpunkt liegt dabei auf dem Weinbau.  In der Sommersaison veranstaltet das Museum mehrere folkloristische Feste, thematische Veranstaltungen über traditionelle Handwerke und regionale Bräuche.